# Hyalinella lendenfeldi
Hyalinella lendenfeldi is een mosdiertjessoort uit de familie van de Hyalinellidae. De wetenschappelijke naam van de soort is, als Lophopus lendenfeldii, voor het eerst geldig gepubliceerd in 1886 door Ridley.